# Small Modular Reactor

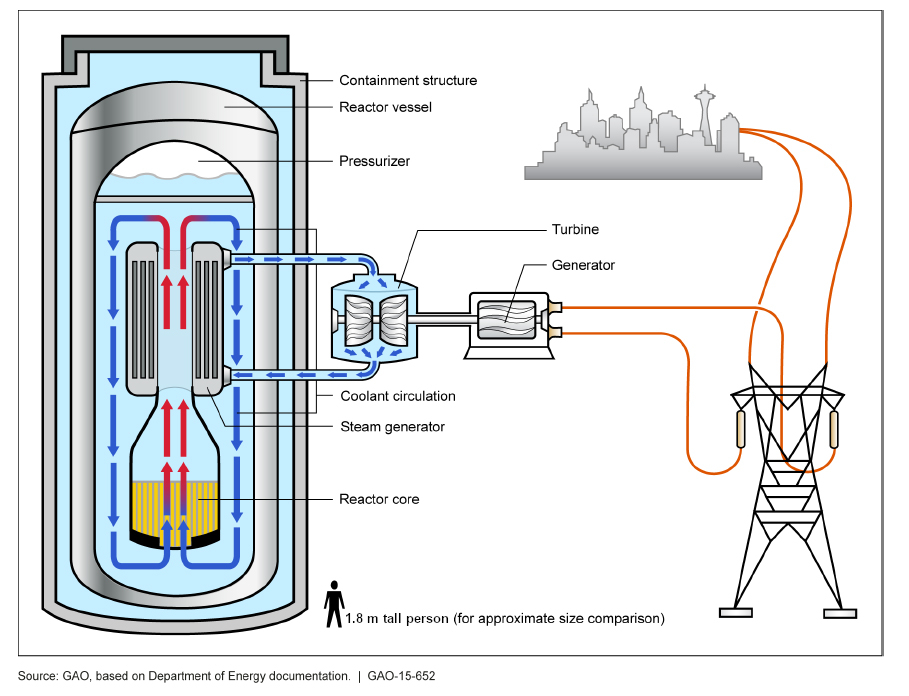
Aufbau eines SMR

Small Modular Reactors (SMR; deutsch „kleine modulare Reaktoren“; auch umgangssprachlich als „Miniatomkraftwerk“ bezeichnet) bezeichnet moderne, modulare Kernreaktoren basierend auf der Kernspaltung, die kleiner als herkömmliche Reaktoren sind und daher z. B. in einer Fabrik vorgefertigt und anschließend an einen Montageort gebracht werden können.

## Definition
Die IAEA definiert nach Leistungsklassen (ohne modularen Charakter der Anlagen):
- Kleine SMR bis 300 MWel
- Mittlere SMR zwischen 300 und 700 MWel

## Eigenschaften
SMR sollen beispielsweise einen geringeren Aufwand vor Ort, eine höhere Risiko-Eindämmungseffizienz und eine höhere Sicherheit der verwendeten Kernbrennstoffe (viz. die Spaltmaterialien Uran oder Plutonium; evtl. auch Thorium) ermöglichen. Dazu ist u. a. auch die Entwicklung neuartiger Brennelemente notwendig, z. B. basierend auf dem vorgeschlagenen High-Assay Low-Enriched Uranium (HALEU) Brennstoff.
Die Reaktoren wurden auch vorgeschlagen, um Finanzierungsprobleme und Einsatzmöglichkeiten gegenüber konventionellen Kernreaktoren mit größerer Leistung (z. B. der europäische EPR oder der russische WWER) zu verbessern. Dazu zählen z. B. die hohen Investitionskosten oder Aufwände bei der Zulassung uvm.

## Geschichte
Historisch gab es bereits in den 1950er-Jahren erste Ansätze und Programme zum Bau kleiner Kernreaktoren. Das damalige Army Nuclear Power Program hatte z. B. diverse Miniaturreaktoren erprobt, die vom US-Militär modular (in Teilen) transportiert werden und errichtet werden konnten. Weltweit wurden im Jahr 2017 von verschiedensten Firmen rund 60 SMR-Konzepte vorgeschlagen oder entwickelt. Darunter befinden sich sowohl thermische als auch schnelle Kernreaktorkonzepte. Für SMRs gibt es verschiedene Entwürfe, von verkleinerten Versionen bestehender Kernreaktordesigns (z. B. Leichtwasserreaktoren) bis hin zu völlig neuen Entwürfen, die man zur vierten Kernkraftwerks-Generation zählen würde.
Optimistische Schätzungen gehen davon aus, dass 2035 knapp zehn Prozent aller neu gebauten Kernkraftwerke SMR sein werden. Diese würden die aktuelle Flotte der Kernreaktoren ergänzen, welche zu zwei Dritteln aus Leichtwasserreaktoren in Form von Kernkraftwerken bestehen.

## Technik
SMR sollen die Nutzung der zivilen und kommerziellen Kernenergie attraktiv machen und auch Kritiker überzeugen, indem sie so sicher gemacht werden sollen, dass im Falle eines Atomunfall z. B. keine Evakuierungszonen mehr notwendig seien.
Die Anlagen sollen außerdem eine Kombination mit der Stromproduktion aus erneuerbaren Energien berücksichtigen, da sie im Gegensatz zu großen Kern-(kraftwerken) flexibler, nämlich im Falle von Produktions- und Nachfrageschwankungen schnell ab- oder zuschaltbar werden sollen. Nach Analysen der Nuclear Energy Agency (NEA) soll das Potenzial der SMR in Stromnetzen mit einem hohen Anteil an Erneuerbaren sogar am größten sein. Die Tatsache, dass „klassische“ Kernkraftwerke z. B. vom Typ Konvoi zum Lastfolgebetrieb in der Lage sind, und diesen auch in der Praxis nachgewiesen haben, wird dabei jedoch gerne unerwähnt gelassen.
Auch die Planung der Dekommissionierung, der Abbau und die Entsorgung soll reibungsloser als mit gewöhnlichen Kernkraftwerken z. B. in einer Fabrik durchgeführt werden könnten.

## Kernenergiewirtschaft
Offen ist bisher die Frage, zu welchen Kosten Strom mit SMR-Anlagen produziert werden kann. Schätzungen gehen von Stromgestehungskosten von USD 120/MWh aus. Ein von der Firma NuScale Power zusammen mit dem Energieversorger Utah Associated Municipal Power Systems (UAMPS) geplantes Projekt in Idaho (siehe auch das Idaho National Laboratory) sollte Stand Anfang 2023 USD 102/MWh erreichen, wenn man die Subventionen herausrechnete. Zum Vergleich: Nach Schätzungen aus dem April 2023 erreichen Solarfreiflächenanlagen Stromgestehungskosten von USD 24 bis USD 96/MWh, allerdings mit erheblich niedrigerem Leistungskredit.

## SMR-Hersteller
SMRs werden sowohl von bekannten als auch von neuen Unternehmen angeboten und beworben. Dazu zählen z. B.,
- China Nuclear Power Engineering Group (Teil der CNNC) (ACP100)[10][11]
- Die neue Firma Copenhagen Atomics arbeitet an einem kleinen, modularen Thorium-Flüssigsalzreaktor (100 MWth)[12]
- Doosan (SMART)[13]
- Framatome (LW-SMR)
- Holtec International (SMR-160)
- NuScale (VOYGR)[14]
- Rolls-Royce SMR
- Toshiba Energy Systems & Solutions (verschiedene Designs/Studien)[15]
- Westinghouse (AP300)[16]

## Reaktortypen
In der Studie GRS 376 (siehe unten) wurden über 69 SMR-Konzepte identifiziert, darunter die Verteilung auf die folgenden Reaktortypen:
- 32 Leichtwasserreaktoren (LWR)
- 22 flüssigmetallgekühlte Brutreaktoren (LMR)
- 2 Schwerwasserreaktoren (HWR)
- 9 gasgekühlte Hochtemperaturreaktoren (GCR)
- 4 Flüssigsalzreaktoren (MSR)

## Projekte
Im folgenden Abschnitt werden verschiedene Projekte und Prototypen beschrieben.

### Prototypen
- Das schwimmende Kernkraftwerk Akademik Lomonossow hat als Ersatz für das Kernkraftwerk Bilibino 2020 die Strom- und Wärmeversorgung von Pewek, einer 4.000-Einwohner-Stadt in Sibirien an der Tschuktschensee sowie angrenzender Bergwerke übernommen. Es wurde seit 2007 im St. Petersburger Hafen auf einer 150 m langen Barke mit zwei Druckwasserreaktoren vom Typ KLT-40C mit je 35 MW Leistung gebaut.
- Carem-25 (Leistung 27 MW) in Argentinien, von der Internationalen Atomenergiebehörde (IAEO) als Forschungsreaktor titulierter Prototyp für einen kleinen Druckwasserreaktor: Baubeginn war 2014, bei einem geschätzten Baufortschritt von rund 60 % wurde im August 2020 die neue Bauphase mit Nucleoeléctrica Argentina SA als Auftragnehmer fortgesetzt.[17]
- 2021 wurden in China die ersten zwei HTR-PM-Reaktoren in Betrieb genommen.[18] Die zwei Kugelhaufen-Reaktoren mit jeweils 250 MW thermischer Leistung treiben zusammen einen Turbosatz mit 210 MW elektrischer Leistung an.[19][20]
- Ebenfalls 2021 wurde in Hainan mit dem Bau eines ACP100 mit dem Namen Linglong One begonnen.[21] Mit einer elektrischen Leistung von 125 MW soll der Reaktor jährlich 1 TWh an Strom erzeugen.[21]
- Mitte November 2023 gab NuScale Power bekannt, keinen SMR in Idaho zu bauen, da es nach dem gegenwärtigen Stand unwahrscheinlich sei, dass sich ausreichend Abnehmer für die Energie fänden, die in dem SMR erzeugt werden sollte.[22][23][24]

### Weitere Projekte
- Das in Corvallis (Oregon) ansässige Start-up NuScale Power mit EU-Büro in London entwickelt kleine, gebrauchsfertig zu liefernde Reaktormodule mit einer Leistung von ursprünglich 50 MW und einem „integralen Reaktorbehälter“, worin sich Reaktorkern, Dampferzeuger sowie Primärkreislauf zusammen befinden, die sonst getrennte Einheiten bilden. Im Lauf der Jahre wuchs die Leistung auf 77 MW je Einheit, da größere Reaktoren günstiger Strom produzieren, was bereits in früheren Jahrzehnten zu immer größeren Meilern geführt hat, bis hin zum EPR, dieser Sachverhalt wird bei SMRs ignoriert. Einzelne Module mit 4,5 m Breite und 22 m Höhe sollen sich per Schwertransport an ihre Einsatzorte bringen lassen, wo bis zu zwölf voneinander unabhängig arbeitsfähige Module mit dann zusammen 600 MW Leistung in einem Gebäude untergebracht werden sollten. Ende 2016 wurde die Zulassung des Modells für den US-Markt beantragt, am in Idaho vorgesehenen ersten Bauplatz wurden 2017 Umweltgutachten erstellt.[6] Die Design-Zulassung in den USA wurde im Januar 2023 erteilt.[25] Im November 2023 wurde das Projekt gestoppt, da man anzweifelte, für die elektrische Energie der sechs Reaktoren mit einer Gesamtleistung von 0,462 GW Abnehmer zu finden.[22] Außerdem werden die deutlich gestiegenen Kosten von geschätzten 5,3 auf 9,3 Milliarden US-Dollar und Finanzierungsprobleme als Gründe für den Ausstieg genannt.[24] Für die Entwicklung des Modellprojektes hatte NuScale staatliche Subventionen in Höhe von 4 Milliarden US-Dollar erhalten.[26] NuScales Projektpartner, der Energieversorger Utah Associated Municipal Power Systems, verlautbarte gegenüber dem Magazin Science, dass sich das Unternehmen stattdessen auf den Ausbau von Windenergie, Solarkraftwerken und Batterien konzentrieren werde.[27]
- Rolls-Royce entwickelte das Design für einen Druckwasserreaktor als SMR mit einer elektrischen Leistung von 470 MW. Die Einzelteile der Reaktorblöcke sollen sich mit einem Lkw transportieren lassen und in Massenproduktion hergestellt werden.[28] Die Zulassung im Vereinigten Königreich sollte bis 2024 erfolgen, der erste Reaktor 2029 ans Netz gehen.[29] Siemens Energy soll für die RR-SMR-Anlage das nichtnukleare Equipment, d. h. Kraftwerkskomponenten wie Dampfturbine, Generator usw. bereitstellen.[30]
- Schwimmende SMR werden z. B. von der kanadischen Firma Dunedin Energy Systems für abgelegene Bergbauprojekte in den USA sowie als „Integraler Leichtwasser-Reaktor“ vom chinesischen Nuclear Power Institute in Chengdu in Kooperation mit der britischen Lloyd’s Register entwickelt. Dabei müssen solche Anlagen nicht nur den Sicherheits-Vorgaben der IAEO genügen, sondern auch denen der Internationalen Seeschifffahrts-Organisation IMO, die dafür mittlerweile einen vorläufigen Anforderungskatalog aufgestellt hat; allerdings sind hier noch weitere Regularien und technische Anforderungen notwendig, z. B. auch für den Fall des Sinkens der Anlagen. Dabei steht die internationale Genehmigungspraxis insgesamt vor der Herausforderung der vorgesehenen länderübergreifenden standortgebundenen und hochstandardisierten Produktionen, also quasi von Typ- statt Einzelzulassungen.[6]
- Im Jahr 2021 beschloss TerraPower den Bau eines kleinen modularen Flüssigsalzreaktors mit Natriumkühlung und 500 Megawatt Spitzenleistung in den USA.[31]
- Der US-Hersteller Holtec International und Energoatom sind im Gespräch über 20 SMR-160 Anlagen für die Ukraine.[32]

### Mögliche Standorte
Kanada, die USA und das Vereinigte Königreich fördern die Entwicklung von SMRs mit öffentlichen Mitteln. Im Streit um die Kernenergie in Belgien wurden 2021 in einem regierungsinternen Kompromiss 100 Millionen Euro Fördermittel für die Forschung zur Entwicklung kleinerer modularer Kernreaktoren vorgesehen. Interessenbekundungen und Vorverträge existieren Stand September 2022 auch für Polen, Rumänien, Estland, Tschechien, Schweden und die Niederlande. Aufgrund der Leistung im Bereich der Antriebsleistung bestehender Containerschiffe (z. B. Emma Maersk: 80 MW; Open100: 100 MW) wäre auch der Einsatz als Schiffsantrieb denkbar. Aufgrund der volatilen und tendenziell steigenden Preise von Schweröl und Schiffsdiesel sowie der Problematik bzgl. der Emissionen der Schifffahrt wird dies trotz der vergangenen gemischten Erfahrungen (technisch erfolgreich, politisch und ökonomisch gescheitert) mit „Versuchsschiffen“ wie Otto Hahn oder NS Savannah immer wieder propagiert.

## Studien und Gutachten

### SMR Feasibility Study (2014)
Machbarkeitsstudie herausgegeben vom britischen National Nuclear Laboratory (UKNNL). Die Studie hat die folgenden Bereiche untersucht:
1. Bewertung des globalen Marktes
2. Technische Bewertung
3. Investition in Innovation
4. Finanzielle Bewertung (einschließlich Bewertung der Kostensenkung)
5. Bewertung der kommerziellen Möglichkeiten im Vereinigten Königreich

### GRS 376 (2015)
In der Studie der Gesellschaft für Anlagen- und Reaktorsicherheit wurden SMRs wie folgt untersucht:
- Überblick zur Thematik „SMR“
- Reaktorsicherheit und zukünftige F&E Vorhaben
- Anpassungsbedarf der Rechencodes
- Hochtemperaturreaktoren in Kopplung an Industrieanlagen

### BASE/Öko-Institut (2021)
Das Bundesamt für die Sicherheit der nuklearen Entsorgung (BASE) hat am 10. März 2021 ein umfangreiches Gutachten präsentiert, das 136 verschiedene historische sowie aktuelle Reaktoren bzw. SMR-Konzepte betrachtet, 31 davon besonders detailliert. Das vom Öko-Institut im Auftrag des BASE erstellte Gutachten liefert eine Einschätzung zu möglichen Einsatzbereichen, der Endlagerfrage, Sicherheitsfragen und der Proliferations-Gefahr.
Ergebnisse des Gutachtens sind unter anderem:
- Um weltweit dieselbe elektrische Leistung zu erzeugen wie mit üblichen Atomkraftwerken, sei der Bau von vielen tausend bis zehntausend SMR-Anlagen notwendig.
- Gegenüber Atomkraftwerken mit großer Leistung könnten zwar einzelne SMR potenziell sicherheitstechnische Vorteile erzielen, da sie pro Reaktor ein geringeres radioaktives Inventar aufweisen. Die hohe Anzahl an Reaktoren, die für die gleiche Produktionsmenge an elektrischer Leistung notwendig ist, erhöhe das Risiko jedoch insgesamt um ein Vielfaches.
- Anders als teilweise von Herstellern angegeben, müsse davon ausgegangen werden, dass bei einem schweren Unfall die radioaktiven Kontaminationen deutlich über das Anlagengelände hinausreichten.
- Durch die geringe elektrische Leistung seien bei SMR die Baukosten relativ betrachtet höher als bei großen Atomkraftwerken. Eine Produktionskostenrechnung unter Berücksichtigung von Skalen-, Massen- und Lerneffekten aus der Nuklearindustrie lege nahe, dass im Mittel 3.000 SMR produziert werden müssten, bevor sich der Einstieg in die SMR-Produktion lohnen würde.
- Bei einem Wiedereinstieg in die Atomenergie seien wiederum lange Betriebs-, Sicherheits- und Störfallrisiken in Kauf zu nehmen. Umfangreiche Zwischenlager- und Brennstofftransporte seien weiterhin erforderlich. Auch ein Endlager sei in jedem Fall weiter erforderlich.
- Die Verwendung von bereits vorhandenen Uranreserven durch Partionierungs- und Transmutations-Konzepte (P&T) sei nur anwendbar für abgebrannte Brennstäbe. Allerdings seien 40 Prozent davon in Deutschland bereits wiederaufgearbeitet. Die daraus entstandenen verglasten Abfälle seien nicht für P&T-Verfahren zugänglich.
- Zwar könnten bestimmte Transurane wie Plutonium in ihrer Menge reduziert werden, auf der anderen Seite würde jedoch die Abfallmenge für andere langlebige radioaktive Spaltprodukte ansteigen, z. T. sogar um bis zu 75 Prozent (Cäsium-135) gegenüber der ohne P&T einzulagernden Menge.
- Schließlich bliebe die Gefahr, dass das im P&T-Verfahren notwendigerweise abzutrennende Plutonium leichter für Waffenherstellung zugänglich wäre.

In der kritischen Gesamtbewertung heißt es: Keine der diskutierten Technologien sei derzeit und absehbar am Markt verfügbar. Gleichzeitig würden sie mit ähnlichen Versprechen wie zu den Reaktoren in den 1950ern und 1960er Jahren des vergangenen Jahrhunderts angepriesen.

### University of Pennsylvania (2022)
Laut einer Studie, die in PNAS veröffentlicht wurde, erzeugen Small Modular Reactors (SMRs) bis zu 2- bis 30-mal mehr radioaktiven Abfall pro erzeugter Energieeinheit als konventionelle Kernreaktoren. Darüber hinaus weist der Abfall von SMRs eine erheblich stärkere Radioaktivität auf, was die Langzeitlagerung und Entsorgung zusätzlich erschwert. Diese Erkenntnisse werfen Fragen zur Umweltverträglichkeit und Sicherheit von SMRs auf, insbesondere im Vergleich zu bestehenden großen Reaktoren, die bereits Herausforderungen in der Abfallbewältigung mit sich bringen.

### Dokumentationen
- Mini-Kernkraftwerke: Der Weg aus der Klimakrise? Terra X vom 2. Juni 2021, Länge: 18 min, verfügbar bis 2. Juni 2031

### Fachartikel und Andere
- D. Bittermann: Status of development work on small and medium sized reactors at Siemens/KWU. International Atomic Energy Agency (IAEA) 1998 (englisch, iaea.org).
- Liu Zhan et al.: Development and outlook of advanced nuclear energy technology. In: Energy Strategy Reviews. Band 34, März 2021, S. 100630, doi:10.1016/j.esr.2021.100630 (englisch).
- Small Modular Reactors (SMR): Kernkraftwerke im Kleinformat. Gesellschaft für Anlagen- und Reaktorsicherheit, abgerufen am 22. Mai 2023.
- Ross Peel, Sukesh K. Aghara: Nuclear Security for Next-Generation Reactors. In: Christopher Hobbs, Sarah Tzinieris, Sukesh K. Aghara (Hrsg.): The Oxford Handbook of Nuclear Security. 1. Auflage. Oxford University Press, 2023, ISBN 978-0-19-284793-5, S. C31S1-C31N53, doi:10.1093/oxfordhb/9780192847935.013.31 (englisch).

### Fachbücher
- Mario D. Carelli, Daniel T. Ingersoll (Hrsg.): Handbook of Small Modular Nuclear Reactors (= Woodhead Publishing Series in Energy). Elsevier, Waltham, MA 2015, ISBN 978-0-85709-851-1 (englisch).
- Jorge Morales Pedraza: Small Modular Reactors for Electricity Generation. Springer International Publishing, Cham 2017, ISBN 978-3-319-52215-9, doi:10.1007/978-3-319-52216-6 (englisch).
- Bahman Zohuri: Small Modular Reactors as Renewable Energy Sources. Springer International Publishing, Cham 2019, ISBN 978-3-319-92593-6, doi:10.1007/978-3-319-92594-3 (englisch).
- Bahman Zohuri, Patrick McDaniel: Advanced Smaller Modular Reactors: An Innovative Approach to Nuclear Power. Springer International Publishing, Cham 2019, ISBN 978-3-03023681-6, doi:10.1007/978-3-030-23682-3 (englisch).
- Thomas Schulenberg: Die vierte Generation der Kernreaktoren: Grundlagen, Typen und Nutzen verständlich erklärt. Springer Berlin Heidelberg, Berlin, Heidelberg 2020, ISBN 978-3-662-61604-8, doi:10.1007/978-3-662-61605-5.
- IAEA: Advances in Small Modular Reactor Technology Developments. 2022 Edition Auflage. IAEA, Vienna 2022 (englisch, iaea.org [PDF]).

### Reporte
- NEA: The NEA Small Modular Reactor Dashboard. Hrsg.: NEA. OECD, Paris 2023 (englisch, oecd-nea.org).
- NEA: The NEA Small Modular Reactor Dashboard - Volume II. Hrsg.: NEA. OECD, Paris 2023 (englisch, oecd-nea.org).